# Saint Francis River
Saint Francis (ang. Saint Francis River), w skrócie St. Francis – rzeka w amerykańskich stanach Arkansas i Missouri, dopływ Missisipi. 
Rzeka ma źródło w Górach St. Francois, leżących w południowo-wschodniej części Missouri. Z gór płynie na południe do Ozark Plateau, tworząc przez około 100 km granicę pomiędzy Arkansas i Missouri by połączyć się z Missisipi powyżej miasta Helena.